# Nesle-le-Repons
Nesle-le-Repons település Franciaországban, Marne megyében. Lakosainak száma 138 fő (2022. január 1.). Nesle-le-Repons Troissy, Festigny, Igny-Comblizy és Mareuil-le-Port községekkel határos.

## Népesség
A település népességének változása:
| Lakosok száma | 164  | 111  | 111  | 145  | 158  | 157  | 150  | 143  | 139  | 138  |
|               | 1968 | 1982 | 1990 | 2006 | 2013 | 2015 | 2017 | 2019 | 2020 | 2022 |